# Shāhpura (ort i Indien, Rajasthan, Jaipur)
Shāhpura är en ort i Indien.   Den ligger i distriktet Jaipur och delstaten Rajasthan, i den nordvästra delen av landet, 190 km sydväst om huvudstaden New Delhi. Shāhpura ligger 438 meter över havet och antalet invånare är 33 273.
Terrängen runt Shāhpura är huvudsakligen platt, men västerut är den kuperad. Runt Shāhpura är det tätbefolkat, med 266 invånare per kvadratkilometer. Shāhpura är det största samhället i trakten. Trakten runt Shāhpura består till största delen av jordbruksmark.